# La noche de Navidad (ópera)
La víspera de Navidad o La Nochebuena (en ruso: Ночь перед Рождеством, Noch péred Rozhdestvom) es una ópera en cuatro actos con música y libreto de Nikolái Rimski-Kórsakov. Compuesta entre 1894 y 1895, Rimski-Kórsakov basó su ópera en un relato corto, "La Nochebuena", de la obra de Nikolái Gógol Veladas en un caserío de Dikanka. La historia se había utilizado como base para una ópera al menos tres veces con anterioridad, incluyendo la Vakula el herrero de Chaikovski (1874).

## Historia de representaciones
El estreno tuvo lugar el 10 de diciembre de 1895 en el Teatro Mariinski en San Petersburgo, bajo la dirección de Eduard Nápravník, el mismo director que había estrenado Vakula casi 19 años atrás.
El estreno británico fue en 1988 en Londres, con la Ópera Nacional de Inglés dirigido por Albert Rosen.

## Trabajos relacionados
- Chaikovski: Opera Vakula el herrero (1874)
- Chaikovski: Opera Cherevichki (Las Zapatillas) (1885), segunda versión de Vakula el herrero.

Nochebuena, Vakula el herrero, y Las Zapatillas están todas basadas en la misma historia de Gogol.

## Grabaciones
Grabaciones sonoras (Principalmente grabaciones de estudio)
Fuente: www.operadis-opera-discography.org.uk
- 1948, Natalya Shpiller (Oxana), Lyudmila Ivanovna Legostayeva (Zarina), Nina Kulagina (Soloja), Dmitriy Tarkhov (Vakula), Pavel Pontryagin (Demonio), Sergey Migay (Alcalde), Sergey Krasovsky (Chub), Vsevolod Tyutyunnik (Panás), Aleksey Korolyov (Patsiuk), Sergey Streltsov (Sacristán). Orquesta Sinfónica de la Radio de Moscú, Coro de la Radio de Moscú, Nikolái Golovánov.
- 1990, Yekaterina Kudryavchenko (Oxana), Yelena Zaremba (Soloja), Vladimir Bogachov (Vakula), Stanislav Suleymanov (Chub), Maksim Mikhaylov (Panás), Vyacheslav Verestnikov (Alcalde), Vyacheslav Voynarovsky (Demonio), Alexey Maslennikov (Sacristán), Boris Beyko (Patsiuk), Olga Tiruchnova (Zarina). Teatro Forum de Moscú, Coro Académico Yurlov, Mijaíl Yurovski.